# Munkaszolgálat az 1950-es évek Magyarországán
Az 1950-es évek Magyarországán a második világháború után hazánkban uralkodó kommunista diktatúra egyik megnyilvánulásaként (a „szovjet blokk” többi országához hasonlóan) politikai és származási alapon ezreket köteleztek kényszermunkára úgynevezett építő alakulatokban, amit az utókor munkaszolgálatként értékel.

## Előzményei
A „munkaszolgálat" szót már 1944 végén tágabb értelemben is használták, amikor sáncépítésre vagy más katonai munkákra civil lakosokat vezényeltek ki (nem csak Budapesten). A Rákosi-korszakban a megbízhatatlannak bélyegzettek fiait szintén munkaszolgálatra rendelték, az „osztályharc” keretében.

## Megalapozása
A Magyar Dolgozók Pártja Központi Vezetőségének Titkársága 1950. július 12-én tartott ülésén a Honvédelmi Minisztérium által előterjesztett, új sorozási rendszer szempontjai alapján határozatot hozott miszerint: „A kulák és egyéb ellenséges elemek a hadseregen belül alapkiképzést kapjanak, de fegyveres kiképzést nem. A H. M. dolgozzon ki javaslatot kéthónapos behívásukra és magas hadmentességi adó kivetésére.”

## A Honvédelmi Minisztérium tervei és intézkedései
„A munkaszolgálatos alakulatok, amelyeket a hivatalos katonai zsargon »hadtáp« egységeknek nevezett, »feladatkörébe katonai létesítmények és infrastrukturális beruházások építése tartozott«. Honvédelmi Minisztérium Kollégiuma 1950. június 27-én tárgyalt a kulákok és ellenséges elemek szerepéről a magyar néphadseregben. Janza Károly vezérőrnagy azt javasolta, hogy a kulák és egyéb megbízhatatlan elemeket és azok fiait is be kell hívni, de nem lehet fegyvert adni a kezükbe, hanem kemény építőmunkára kell fogni őket. A sorozásnál az Osztályhelyzetet Megállapító Bizottság döntötte el, hogy ki a megbízhatatlan és kit kell munkaszolgálatra vinni. A Magyar Dolgozók Pártja határozata alapján a Honvédelmi Minisztérium Vezérkara 05360/HVK. Hadkieg. 1951. számú rendelete állította fel a munkaszolgálatos alakulatokat.” „Azonosak voltak bizonyos szempontból a feltételek” a háború alatti munkaszolgálattal (pl. nem kaptak zsoldot). Eszerint a kiválasztás politikai diszkrimináció alapján történt: a megbízhatatlanok (kulákok, egyházi iskolák volt diákjai, a volt középosztály fiai, az osztályidegenek és gyermekeik), illetve akik belefértek az ellenségképbe, nem vehettek fegyvert a kezükbe, nehogy azt a proletárdiktatúra ellen fordítsák.

## Megszüntetése
A Központi Vezetőség határozata alapján a Magyar Néphadsereg vezérkari főnöke 1953. évi 04. sz. intézkedésével lehetővé tette az „építő alakulatoknál” dolgozó kulák származásúak számára a fegyveres katonai szolgálat teljesítését.

## Problémák a fogalom körül
A korabeli rendszer hivatalos, napjainkban is létező álláspontja alapján nem munkaszolgálatosok, hanem „építő alakulatoknál szolgálatot teljesítő honvédek” voltak, akik katonai szolgálatot teljesítettek. A tíz évvel később felállított, tényleges, fegyveres műszaki-építő alakulatok hasonló elnevezése szintén alapja lehet a fogalmak keveredésének.
Ahogy a világháborús, úgy az államszocializmus alatti munkaszolgálat történetének sok részletét valószínűleg máig sem tárták fel vagy írták meg.